# روبرتو رييس
روبرتو رييس (بالإسبانية: Roberto Reyes)‏ (4 فبراير 1988 بتشيلي - ) هو لاعب كرة قدم تشيلي في مركز الوسط. لعب مع إيفرتون دي فينا ديل مار وسانتياغو مورنينغ ‏ وDeportes Copiapó ‏ ونادي كوبريسال.

## وصلات خارجية
- روبرتو رييس على موقع قاعدة بيانات كرة القدم.إي يو (الإنجليزية)
- روبرتو رييس على موقع Soccerway.com (الإنجليزية)
- روبرتو رييس على موقع AS.com (الإسبانية)